# James Jordan (acteur)
Pour les articles homonymes, voir Jordan et James Jordan.
James Jordan, né à Houston, au Texas (États-Unis), le 14 mars 1979, est un acteur américain.

## Biographie
James Jordan étudie à la School of Theater, Film and Television (en), une école de l'université de Californie à Los Angeles.
Il est principalement connu pour la série télévisée Veronica Mars où il tenait le rôle de Tim Foyle dans la saison 3. Il avait auparavant incarné un tout autre personnage, dans la saison précédente, celui de Lucky, l'agent d'entretien de Neptune High qui harcelait Gia. Il reprend le rôle de Tim en 2019, le temps d'un épisode de la saison 4.

## Filmographie partielle

### Au cinéma
- 2005 : Til Parole Do Us Part : Rubin Aquino
- 2006 : Seraphim Falls : Little Brother
- 2012 : Just One Look : Calvin
- 2012 : Atlas Shrugged: Part II : Operator
- 2013 : Best Night Ever : Man in Red Vest
- 2016 : Certaines femmes (Certain Women) : Mac
- 2016 : Message from the King : Scott
- 2017 : Wind River de Taylor Sheridan : Pete Mickens
- 2017 : The Endless de Aaron Moorhead and Justin Benson   : Shitty Carl
- 2019 : Seberg de Benedict Andrews (en) : Roy Maddow
- 2020 : Home (film, 2020) de Franka Potente : Russell Flintow
- 2021 : Ceux qui veulent ma mort (Those Who Wish Me Dead) de Taylor Sheridan : Ben

### À la télévision
- 2005-2007-2019 : Veronica Mars : Lucky (saison 2) et Timothy "Tim" Foyle (saisons 3 et 4)
- 2018-2024 : Yellowstone : Steve Hendon (saisons 2 et 3)
- 2021 : Mayor of Kingstown : Ed Simmons
- 2022 : 1883 : le cuisinier (mini-série télévisée).
- 2023 : Opérations Spéciales : Lioness (Special Ops: Lioness) (série TV) : Tucker
- 2024 : Landman